# 올리버 키르히
올리버 키르히(Oliver Kirch, 1982년 8월 21일 노르트라인베스트팔렌주 조스트 ~ )는 독일의 전 축구 선수이다.

## 수상

### 클럽
보루시아 도르트문트
- UEFA 챔피언스리그

준우승: 2012–13
- 독일 슈퍼컵

우승: 2013